# Sint-Elisabetkapel (Meerhout)

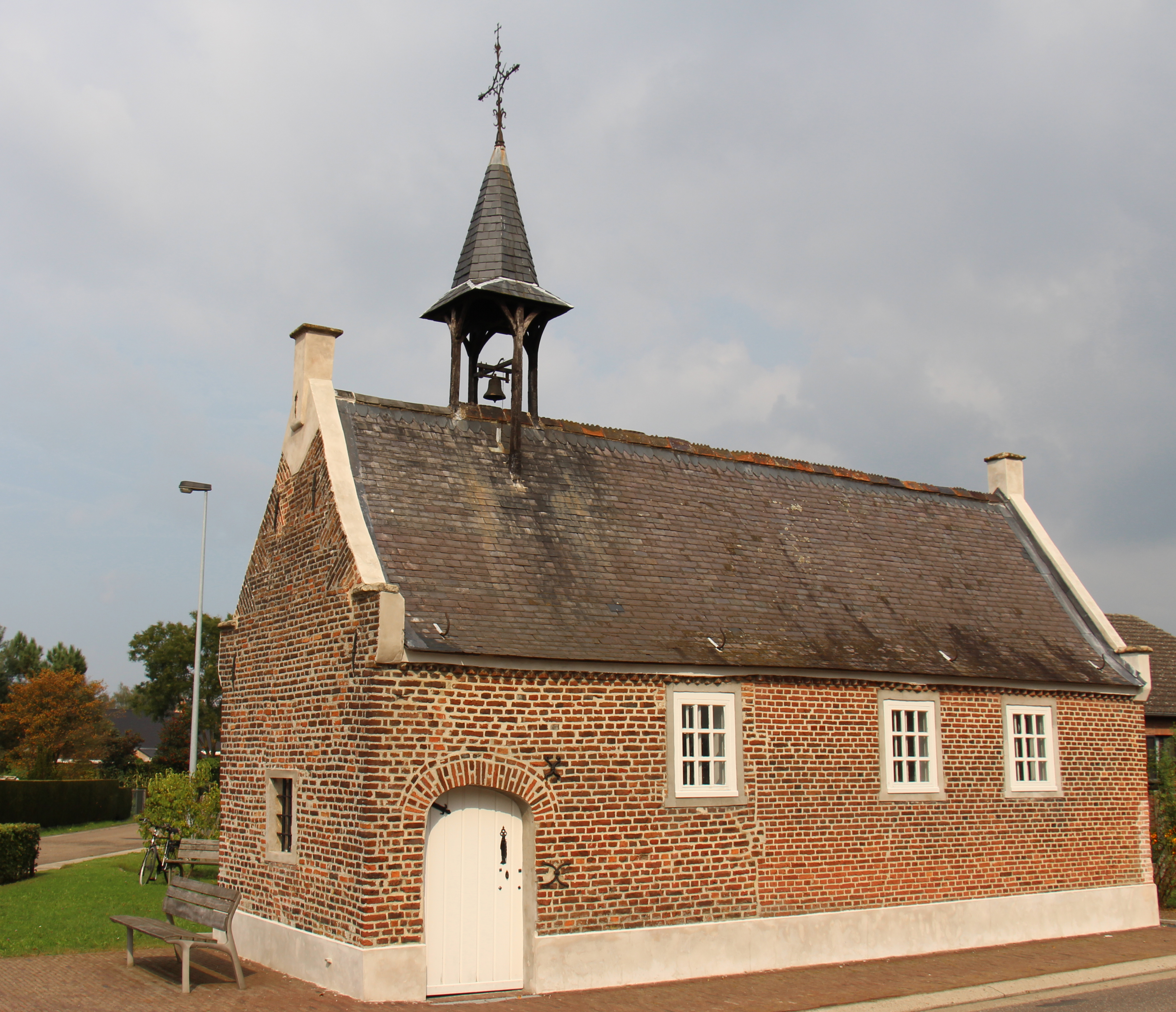
Sint-Elisabetkapel

De Sint-Elisabetkapel is een kapel nabij de Antwerpse plaats Meerhout, gelegen in de buurtschap Lil, op de hoek van de straat Lil en de Brigandstraat.

## Geschiedenis
Volgens de volksoverlevering zou hier oorspronkelijk een leprozenkapel hebben gestaan, waar melaatse mensen hun geloofsplichten konden vervullen: Elisabeth van Thüringen is de patrones van de zieken.
Bedevaartgangers kwamen naar de kapel, waar vele wonderen zouden zijn verricht.
Het oudste deel van de huidige kapel is van 1527. In 1725 werd de kapel vergroot. Het werd toen de wijkkapel van het gehucht Lil. In 1978 werd de kapel nog gerestaureerd.

## Gebouw
Het betreft een bakstenen gebouwtje op rechthoekige plattegrond tussen tuitgevels, gedekt door een zadeldak waarop zich een open dakruiter bevindt met daarin een klokje.
Het interieur wordt overkluisd door een tongewelf.
De kapel bezit enkele kunstvoorwerpen zoals een 17e-eeuws schilderij van Sint-Elisabeth; 16e-eeuwse gepolychromeerde beelden van Sint-Elisabeth en Onze-Lieve-Vrouw, en 18e-eeuwse kandelaars. Deze kunstvoorwerpen worden bewaard door de gemeente.